# Zona neutral saudí-kuwaití

La zona neutral saudí-kuwaití (1922-1970).

La zona neutral saudí-kuwaití, también conocida como la Zona dividida, fue un área de 5770 km² situada entre las fronteras de Arabia Saudí y Kuwait que fue dejada como indefinida cuando se estableció la frontera entre ambos países en el Protocolo de Uqair, impuesto por el británico Percy Cox el 2 de diciembre de 1922. Esta Convención estableció que, respecto al área en disputa, «el Gobierno de Najd y de Kuwait compartirán iguales derechos hasta que, a través del buen oficio del Gobierno del Reino Unido, se alcance un acuerdo completo entre Najd y Kuwait sobre la misma».
No obstante, hubo poco interés en un mayor asentamiento dentro de la así denominada «zona neutral» hasta el descubrimiento en 1938 de petróleo en el campo de Burgan (Burqan) en Kuwait. Debido a la posible existencia de petróleo dentro de la propia zona neutral, en 1948-1949 ambos Gobiernos realizaron concesiones a varias compañías privadas para su explotación, para más tarde extraerlo bajo un acuerdo de colaboración.
Las negociaciones para la partición comenzaron poco después de que los gobernantes de Kuwait y Arabia Saudí se reunieran y decidieran, en octubre de 1960, la división de la zona neutral. El 7 de julio de 1965 los dos gobiernos firmaron un acuerdo (que entró en vigor el 25 de julio de 1966) para repartir y anexar ambas partes a sus respectivos territorios. El acuerdo de demarcación para la división de la zona neutral fue firmado el 17 de diciembre de 1967, pero no entró en vigor hasta el intercambio del instrumental y la firma definitiva, que tuvo lugar en Kuwait el 18 de diciembre de 1969. La ratificación del mismo se produjo el 18 de enero de 1970, siendo el acuerdo publicado en el Boletín Oficial de Kuwait el 25 de enero de ese año.